# Gringo (manga)
Pour les articles homonymes, voir Gringo (homonymie).
Gringo (グリンゴ, Guringo) est un seinen manga d'Osamu Tezuka prépublié dans le magazine Big Comic de l'éditeur Shōgakukan entre août 1987 et janvier 1989, puis publié en 3 volumes reliés entre décembre 1988 et mai 1989. La version française a été éditée en un volume par Kana en mars 2009.
Le manga est publié de manière posthume, le décès de Tezuka en 1989 laissant la série inachevée.

## Synopsis
Hitoshi Himoto est un homme d'affaires japonais aussi petit qu'il est déterminé, marié à une femme française, Hélène, et a une fille, Renée. Expatrié en Amérique du Sud, il se retrouve à négocier un contrat d'exportation de ressources minières dans un pays subissant guerre civile, pauvreté, instabilité, paranoïa, trahison et discriminations.

## Personnages
Himoto Hitoshi

## Liste des volumes

### Publication
Initialement publié par Shōgakukan, le manga a également été publié par Kōdansha dans la collection des Œuvres complètes de Tezuka en trois volumes reliés entre avril 1993 et juin 1993, puis en deux volumes au format bunko en 2011.
| no | Japonais       | Japonais          | Français       | Français          |
| no | Date de sortie | ISBN              | Date de sortie | ISBN              |
| -- | -------------- | ----------------- | -------------- | ----------------- |
| 1  | 17 avril 1993  | 978-4-06-175904-6 | 20 mars 2009   | 978-2-5050-0300-7 |
| 2  | 17 mai 1993    | 978-4-06-175905-3 |                |                   |
| 3  | 17 juin 1993   | 978-4-06-175906-0 |                |                   |

### Édition japonaise
Kōdansha
1. 1 2  (ja) « Tome 1 ».
2. 1 2  (ja) « Tome 2 ».
3. 1 2  (ja) « Tome 3 ».

### Édition française
Kana
1. 1 2  (fr) « Tome 1 »(Archive.org • Wikiwix • Archive.is • Google • Que faire ?).